# Marnie Weber
Marnie Weber (née en 1959) est une artiste américaine qui vit et travaille à Los Angeles. Son travail comprend la photographie, la sculpture, les installations, le cinéma, la vidéo et la performance. Elle est aussi musicienne.

## Biographie

### Enfance et formation
Marnie Weber est née à Bridgeport, dans le Connecticut, aux États-Unis et passe une partie de son enfance à voyager à travers l'Asie avec sa famille. Elle  étudie à l'université du Sud de la Californie, Los Angeles, et obtient son B. A. de l'Université de Californie, Los Angeles.

### Les Spirit Girls
Elle fait des expositions, des projections vidéo, et des performances dans tous les États-Unis et en Europe.
Une grande partie de l'art visuel de Weber tourne autour d'un casting récurrent de personnages. L'ours est par exemple un animal que l'on retrouve souvent dans son travail, animal qui est lié à la déesse grecque Artémis. Ces personnages, parmi d'autres, sont placés dans un environnement vivement coloré, très ornementé, avec des intérieurs soit sombres soit de style Empire, constituant des fresques paysagères denses et étranges. Son travail se concentre le plus souvent sur des aventures de femmes, qui prennent parfois la forme de demi-humains, mi-animaux hybrides avec des corps découpés dans les magazines pornographiques, et d'autres fois le visage pâle, folklorique de fantômes connus sous le nom de « Spirit Girls » (filles fantômes).
Le travail de Marnie Weber est représenté sur la couverture de l'album de 1998 de Sonic Youth A thousand leaves.
Les Spirit Girls est le nom du groupe de rock composé de 6 membres de Marnie Weber. Spirit Girls est aussi le nom du projet conceptuel multimedia de Weber qui utilise le cinéma, la sculpture, le collage, l'installation et la performance pour explorer la vie après la mort de toutes les femmes du groupe de rock en vedette dans quatre films de Weber: Songs that Never Die (2005), A Western Song (2007), The Sea of Silence (2009) et Eternity Forever (2010). Dans ces films, les Spirit Girls sont les spectres de cinq adolescentes, tuées précocement, qui reviennent dans le monde réel afin d'exprimer des choses qu'elles n'étaient pas en mesure d'exprimer pendant qu'elles étaient en vie. Les spectres des Spirit Girls sont supposément morts tragiquement dans la scène musicales des années 1970 dominée par les hommes. L'ouverture du dernier film de la série, Eternity for ever est tournée à la Mountain View Mausoleum à Altadena, construit avec une galerie en vue d'expositions d'art temporaires. L'ouverture met aussi en scène les Spirit Girls vivantes lors de leur dernier concert joué pour un public de  500 personnes tout aussi vivantes.
Weber a également joué et enregistré avec The party Boys (groupe américain) et The Perfect Me. Elle a sorti deux albums solo, Woman with Bass en 1994 et Cry for Happy en 1996, qu'elle a enregistré en tant que Marnie. En 2004, une compilation de ses œuvres a été publiée intitulée Songs Forgotten: The Best of Marnie 1987 - 2004.
Elle est mariée à l'artiste Jim Shaw basé à Los Angeles.
Son travail est associé  au mouvement New Gothic (en).

## Collections
- Musée d'Art Contemporain de Los Angeles, CA, US
- Los Angeles County Museum of Art, Los Angeles, CA, US
- Neuberger Berman Inc., New York, NY, US
- Progressive de la Société, Mayfield, OH, NOUS
- Fonds national d'art contemporain (FNAC), FR [10]
- MAMCO, Genève, Suisse
- Hammer Museum, Los Angeles